# Конски мухи
Конските мухи (Hippoboscidae) са неголямо семейство силно видоизменени кръвосмучещи мухи по птици и бозайници, някои от тях и по човека. В света са описани над 780 вида, разпределени в 68 рода. В Европа се срещат около 30 вида, в България са установени 12 вида.

## Външен вид

### Имаго
Малки до средно големи (2,5÷10 mm) мухи, обикновено с повече или по-малко гръбо-коремно сплеснато и жилаво тяло. Повечето са крилати, докато други имат скъсени или въобще липсващи крила. Някои от крилатите видове свалят крилата си, щом открият гостоприемник.
Главата е прогнатна – с устен апарат насочен напред. Очите не се допират и при двата пола, понякога са редуцирани. Антенките са къси и силно видоизменени, лежащи в една обща или две отделни антенни ямки.
Краката са сравнително къси и набити. Стъпалата имат наподобяващи кукичка нокътчета, с които се захващат за гостоприемника.

## Жизнен цикъл и поведение
И двата пола на всички видове конски мухи са външни кръвопиещи паразити по птици или бозайници. Около 75% от гостоприемниците са птици от почти всички разреди. Останалите гостоприемници са сред бозайниците – най-вече чифтокопитни, но също и коне, хищници и др., рядко по хора. Някои конски мухи са тесни специалисти, докато други паразитират по разнообразни животни. Крилатите видове обикновено напускат гостоприемника си след хранене, докато нелетящите остават задълго и сменят гостоприемника си при директен контакт между два индивида или чрез общото им местоживеене (например гнездо).
Женската съзрява за няколко дни след като имагинира. Те са живораждащи – яйцето и впоследствие ларвата се развиват в тях. Когато достигне края на развитието си, ларвата се ражда, пада на земята и веднага какавидира. При някои крилати видове, женската намира укрито място за раждане. Само по една ларва може да се развива в майката в даден момент. През живота си, женската обикновено може да роди до 7 – 8, но понякога и повече ларви. Имагото може да живее до 3 месеца, а при някои видове и до 6 месеца. При някои видове, мъжките са с по-кратък живот. Повечето видове имат едно поколение годишно.

## Видове в България
В България са установени следните 12 вида конски мухи:
- Crataerina pallida (Olivier in Latreille, 1811)
- Hippobosca equina Linnaeus, 1758
- Hippobosca longipennis Fabricius, 1805
- Icosta ardeae (Macquart, 1835)
- Lipoptena cervi (Linnaeus, 1758)
- Lipoptena fortisetosa  Maa, 1965
- Melophagus ovinus (Linnaeus, 1758)
- Ornithoica turdi (Olivier in Latreille, 1811)
- Ornithomya avicularia (Linnaeus, 1758)
- Ornithomya fringillina (Curtis, 1836)
- Pseudolynchia canariensis (Macquart in Webb & Berthelot, 1839)
- Stenepteryx hirundinis (Linnaeus, 1758)